# Prezydenci miast w Polsce (kadencja 1994–1998)
Polscy prezydenci miast II kadencji zostali wybrani przez właściwe rady miejskie wyłonione w wyniku wyborów samorządowych z 19 czerwca 1994. Wybór z reguły nastąpił na jednej z pierwszych sesji w 1994. W trakcie tej kadencji instytucja prezydenta miasta funkcjonowała w 107 miastach, w tym w 49 tzw. miastach wojewódzkich, wśród nich w mieście stołecznym Warszawa, którego ustrój pozostawał uregulowany odrębnymi przepisami. Prezydenci miast byli w tej kadencji członkami i przewodniczącymi kolegialnych zarządów miasta. Mogli być odwoływani w odpowiednim trybie przez radę miejską.
Liczne zmiany na stanowisku prezydenta miasta w trakcie tej kadencji były w szczególności wynikiem odwołania bądź rezygnacji prezydenta, który utracił większość w radzie miejskiej. Prezydenci miast II kadencji zakończyli swoje urzędowanie wraz z objęciem tych stanowisk przez prezydentów wyłonionych przez rady miejskie po następnych wyborach w 1998.
| Miasto                  | Województwo      | Prezydent miasta                      | Źródło          |
| ----------------------- | ---------------- | ------------------------------------- | --------------- |
| Bełchatów               | piotrkowskie     | Tadeusz Rozpara                       | [ 2 ]           |
| Będzin                  | katowickie       | Marian Raczyński (do 1996)            | [ 3 ]           |
| Będzin                  | katowickie       | Krzysztof Kumór (od 1996 do 1998)     | [ 3 ]           |
| Będzin                  | katowickie       | Halina Mentel (od 1998)               | [ 3 ]           |
| Biała Podlaska          | bialskopodlaskie | Maciej Kosik                          | [ 4 ]           |
| Białystok               | białostockie     | Andrzej Lussa (do 1995)               | [ 5 ]           |
| Białystok               | białostockie     | Krzysztof Jurgiel (od 1995)           | [ 5 ]           |
| Bielsko-Biała           | bielskie         | Zbigniew Michniowski (do 1995)        | [ 6 ]           |
| Bielsko-Biała           | bielskie         | Zbigniew Leraczyk (od 1995)           | [ 6 ]           |
| Bolesławiec             | jeleniogórskie   | Józef Król (do 1998)                  | [ 7 ]           |
| Bolesławiec             | jeleniogórskie   | Jan Jasiukiewicz (od 1998)            | [ 8 ]           |
| Bydgoszcz               | bydgoskie        | Kosma Złotowski (do 1995)             | [ 5 ]           |
| Bydgoszcz               | bydgoskie        | Henryk Sapalski (od 1995)             | [ 5 ]           |
| Bytom                   | katowickie       | Józef Korpak (do 1996)                | [ 9 ]           |
| Bytom                   | katowickie       | Marek Kinczyk (od 1996)               | [ 9 ]           |
| Chełm                   | chełmskie        | Zbigniew Bajko                        | [ 10 ]          |
| Chorzów                 | katowickie       | Marek Kopel                           | [ 11 ]          |
| Ciechanów               | ciechanowskie    | Marcin Stryczyński                    | [ 12 ]          |
| Częstochowa             | częstochowskie   | Tadeusz Wrona (do 1995)               | [ 13 ]          |
| Częstochowa             | częstochowskie   | Halina Rozpondek (od 1995)            | [ 13 ]          |
| Dąbrowa Górnicza        | katowickie       | Henryk Zaguła (do 1996)               | [ 14 ]          |
| Dąbrowa Górnicza        | katowickie       | Marek Dul (od 1996)                   | [ 14 ]          |
| Elbląg                  | elbląskie        | Witold Gintowt-Dziewałtowski          | [ 15 ]          |
| Ełk                     | suwalskie        | Zdzisław Fadrowski                    | [ 16 ]          |
| Gdańsk                  | gdańskie         | Tomasz Posadzki                       | [ 5 ]           |
| Gdynia                  | gdańskie         | Franciszka Cegielska                  | [ 17 ]          |
| Gliwice                 | katowickie       | Zygmunt Frankiewicz                   | [ 18 ]          |
| Głogów                  | legnickie        | Jacek Zieliński                       | [ 19 ]          |
| Gniezno                 | poznańskie       | Bogdan Trepiński                      | [ 20 ]          |
| Gorzów Wielkopolski     | gorzowskie       | Henryk Maciej Woźniak (do 1998)       | [ 21 ]          |
| Gorzów Wielkopolski     | gorzowskie       | Bogusław Andrzejczak (od 1998)        | [ 22 ]          |
| Grudziądz               | toruńskie        | Zenon Kufel (do 1995)                 | [ 23 ]          |
| Grudziądz               | toruńskie        | Tomasz Pasikowski (od 1995)           | [ 24 ]          |
| Inowrocław              | bydgoskie        | Marcin Wnuk                           | [ 25 ]          |
| Jastrzębie-Zdrój        | katowickie       | Janusz Ogiegło                        | [ 26 ]          |
| Jaworzno                | katowickie       | Andrzej Węglarz                       | [ 27 ]          |
| Jelenia Góra            | jeleniogórskie   | Zofia Czernow                         | [ 28 ]          |
| Kalisz                  | kaliskie         | Wojciech Bachor                       | [ 29 ]          |
| Katowice                | katowickie       | Henryk Dziewior                       | [ 5 ]           |
| Kędzierzyn-Koźle        | opolskie         | Mirosław Borzym                       | [ 30 ]          |
| Kielce                  | kieleckie        | Jerzy Suchański (do 1996)             | [ 31 ]          |
| Kielce                  | kieleckie        | Bogusław Ciesielski (od 1996 do 1997) | [ 32 ]          |
| Kielce                  | kieleckie        | Bogdan Borkowski (od 1997 do 1998)    | [ 33 ]          |
| Kielce                  | kieleckie        | Jacek Jędrzejkiewicz (w 1998)         | [ 34 ]          |
| Kielce                  | kieleckie        | Marek Scelina (p.f., od 1998)         | [ 35 ]          |
| Knurów                  | katowickie       | Romuald Myga                          | [ 36 ]          |
| Kołobrzeg               | koszalińskie     | Henryk Bieńkowski                     | [ 37 ]          |
| Konin                   | konińskie        | Kazimierz Pałasz                      | [ 38 ]          |
| Koszalin                | koszalińskie     | Eugeniusz Redlarski (do 1994)         | [ 39 ]          |
| Koszalin                | koszalińskie     | Antoni Grzechowski (od 1995)          | [ 39 ]          |
| Kraków                  | krakowskie       | Józef Lassota                         | [ 5 ]           |
| Krosno                  | krośnieńskie     | Roman Zimka                           | [ 40 ]          |
| Kutno                   | płockie          | Krzysztof Debich (do 1998)            | [ 41 ]          |
| Kutno                   | płockie          | Zbigniew Burzyński (od 1998)          | [ 42 ]          |
| Legionowo               | warszawskie      | Andrzej Kicman                        | [ 43 ]          |
| Legnica                 | legnickie        | Ryszard Badoń-Lehr (do 1995)          | [ 44 ]          |
| Legnica                 | legnickie        | Ryszard Kurek (od 1995)               | [ 45 ]          |
| Leszno                  | leszczyńskie     | Edward Szczucki                       | [ 46 ]          |
| Lubin                   | legnickie        | Tadeusz Maćkała                       | [ 47 ]          |
| Lublin                  | lubelskie        | Paweł Bryłowski                       | [ 5 ]           |
| Łomża                   | łomżyńskie       | Jan Turkowski                         | [ 48 ]          |
| Łódź                    | łódzkie          | Marek Czekalski                       | [ 5 ]           |
| Mielec                  | rzeszowskie      | Janusz Chodorowski                    | [ 49 ]          |
| Mysłowice               | katowickie       | Leszek Nawrocki (do 1995)             | [ 50 ]          |
| Mysłowice               | katowickie       | Leon Lasek (od 1995)                  | [ 50 ]          |
| Nowa Sól                | zielonogórskie   | Krzysztof Gonet                       | [ 51 ]          |
| Nowy Sącz               | nowosądeckie     | Andrzej Czerwiński                    | [ 52 ]          |
| Olsztyn                 | olsztyńskie      | Andrzej Ryński                        | [ 53 ]          |
| Opole                   | opolskie         | Leszek Pogan                          | [ 54 ]          |
| Ostrołęka               | ostrołęckie      | Jędrzej Nowak                         | [ 55 ]          |
| Ostrowiec Świętokrzyski | kieleckie        | Zdzisław Kałamaga                     | [ 56 ]          |
| Ostrów Wielkopolski     | kaliskie         | Mirosław Kruszyński                   | [ 57 ]          |
| Oświęcim                | bielskie         | Andrzej Telka (do 1997)               | [ 58 ]          |
| Oświęcim                | bielskie         | Józef Krawczyk (od 1997)              | [ 59 ]          |
| Otwock                  | warszawskie      | Andrzej Zyguła                        | [ 60 ]          |
| Pabianice               | łódzkie          | Jacek Gryzel                          | [ 61 ]          |
| Piekary Śląskie         | katowickie       | Andrzej Żydek                         | [ 62 ]          |
| Piła                    | pilskie          | Mirosława Rutkowska-Krupka            | [ 63 ]          |
| Piotrków Trybunalski    | piotrkowskie     | Michał Rżanek (do 1996)               | [ 64 ]          |
| Piotrków Trybunalski    | piotrkowskie     | Andrzej Pol (od 1996)                 | [ 65 ]          |
| Płock                   | płockie          | Andrzej Drętkiewicz (do 1995)         | [ 66 ]          |
| Płock                   | płockie          | Dariusz Krajowski-Kukiel (od 1995)    | [ 66 ]          |
| Poznań                  | poznańskie       | Wojciech Szczęsny Kaczmarek           | [ 5 ]           |
| Pruszków                | warszawskie      | Jerzy Sierak (do 1995)                | [ 67 ]          |
| Pruszków                | warszawskie      | Euzebiusz Kiełkiewicz (od 1995)       | [ 68 ]          |
| Przemyśl                | przemyskie       | Tadeusz Sawicki                       | [ 69 ]          |
| Puławy                  | lubelskie        | Janusz Grobel                         | [ 70 ]          |
| Racibórz                | katowickie       | Andrzej Markowiak                     | [ 71 ]          |
| Radom                   | radomskie        | Kazimierz Wlazło (do 1997)            | [ 72 ]          |
| Radom                   | radomskie        | Ryszard Fałek (od 1997)               | [ 73 ]          |
| Radomsko                | piotrkowskie     | Jerzy Słowiński                       | [ 74 ]          |
| Ruda Śląska             | katowickie       | Zygmunt Żymełka (do 1995)             | [ 75 ]          |
| Ruda Śląska             | katowickie       | Edmund Sroka (od 1995)                | [ 76 ]          |
| Rybnik                  | katowickie       | Józef Makosz                          | [ 77 ]          |
| Rzeszów                 | rzeszowskie      | Mieczysław Janowski                   | [ 78 ]          |
| Siedlce                 | siedleckie       | Henryk Gut (do 1997)                  | [ 72 ]          |
| Siedlce                 | siedleckie       | Mirosław Symanowicz (od 1997)         | [ 79 ]          |
| Siemianowice Śląskie    | katowickie       | Zbigniew Szandar (do 1996)            | [ 80 ]          |
| Siemianowice Śląskie    | katowickie       | Włodzimierz Kulisz (od 1996)          | [ 81 ]          |
| Sieradz                 | sieradzkie       | Krzysztof Michalski                   | [ 82 ]          |
| Skarżysko-Kamienna      | kieleckie        | Sylwester Miernik                     | [ 83 ]          |
| Skierniewice            | skierniewickie   | Włodzimierz Binder                    | [ 84 ]          |
| Słupsk                  | słupskie         | Jerzy Mazurek                         | [ 85 ]          |
| Sopot                   | gdańskie         | Jan Kozłowski                         | [ 86 ]          |
| Sosnowiec               | katowickie       | Michał Czarski                        | [ 87 ]          |
| Stalowa Wola            | tarnobrzeskie    | Andrzej Gajec (do 1997)               | [ 88 ]          |
| Stalowa Wola            | tarnobrzeskie    | Alfred Rzegocki (od 1997)             | [ 89 ]          |
| Starachowice            | kieleckie        | Zenon Krzeszowski                     | [ 90 ]          |
| Stargard Szczeciński    | szczecińskie     | Kazimierz Nowicki                     | [ 91 ]          |
| Starogard Gdański       | gdańskie         | Paweł Głuch                           | [ 92 ]          |
| Suwałki                 | suwalskie        | Grzegorz Wołągiewicz                  | [ 93 ]          |
| Szczecin                | szczecińskie     | Bartłomiej Sochański                  | [ 5 ]           |
| Świdnica                | wałbrzyskie      | Bolesław Marciniszyn (do 1995)        | [ 72 ]          |
| Świdnica                | wałbrzyskie      | Adam Markiewicz (od 1995)             | [ 94 ]          |
| Świętochłowice          | katowickie       | Krystyna Rawska (do 1996)             | [ 95 ]          |
| Świętochłowice          | katowickie       | Roman Gutkowski (od 1996 do 1997)     | [ 95 ]          |
| Świętochłowice          | katowickie       | Ludwik Kożuch (od 1997)               | [ 95 ]          |
| Świnoujście             | szczecińskie     | Krzysztof Adranowski                  | [ 96 ]          |
| Tarnobrzeg              | tarnobrzeskie    | Stanisław Żwiruk                      | [ 97 ]          |
| Tarnów                  | tarnowskie       | Roman Ciepiela                        | [ 98 ]          |
| Tczew                   | gdańskie         | Zenon Odya                            | [ 99 ]          |
| Tomaszów Mazowiecki     | piotrkowskie     | Zbigniew Knap (do 1997)               | [ 100 ] [ 101 ] |
| Tomaszów Mazowiecki     | piotrkowskie     | Stefan Gołaszewski (od 1997)          | [ 100 ]         |
| Toruń                   | toruńskie        | Jerzy Wieczorek (do 1996)             | [ 102 ]         |
| Toruń                   | toruńskie        | Zdzisław Bociek (od 1996)             | [ 103 ]         |
| Tychy                   | katowickie       | Aleksander Gądek                      | [ 104 ]         |
| Wałbrzych               | wałbrzyskie      | Jerzy Sędziak                         | [ 105 ]         |
| Warszawa                | warszawskie      | Mieczysław Bareja (do 1994)           | [ 5 ]           |
| Warszawa                | warszawskie      | Marcin Święcicki (od 1994)            | [ 5 ]           |
| Wejherowo               | gdańskie         | Jerzy Budnik                          | [ 106 ]         |
| Włocławek               | włocławskie      | Ryszard Chodynicki                    | [ 107 ]         |
| Wodzisław Śląski        | katowickie       | Lech Litwora (do 1995)                | [ 108 ]         |
| Wodzisław Śląski        | katowickie       | Adam Krzyżak (od 1995 do 1997)        | [ 109 ]         |
| Wodzisław Śląski        | katowickie       | Ireneusz Serwotka (od 1997)           | [ 110 ]         |
| Wrocław                 | wrocławskie      | Bogdan Zdrojewski                     | [ 5 ]           |
| Zabrze                  | katowickie       | Roman Urbańczyk                       | [ 111 ]         |
| Zamość                  | zamojskie        | Marek Ciastoch                        | [ 112 ]         |
| Zawiercie               | katowickie       | Konrad Imielski                       | [ 113 ]         |
| Zduńska Wola            | sieradzkie       | Jolanta Pustelnik                     | [ 114 ]         |
| Zgierz                  | łódzkie          | Jan Czajkowski                        | [ 115 ]         |
| Zielona Góra            | zielonogórskie   | Henryk Masternak                      | [ 116 ]         |
| Żory                    | katowickie       | Zygmunt Łukaszczyk                    | [ 117 ]         |
| Żyrardów                | skierniewickie   | Stanisław Niewiadomski                | [ 118 ]         |